# Кахкаха (городище)
Кахкаха, или Бунджикат (тадж. Каҳкаҳа, Калаи-Кахкаха, тадж. Қалъаи Каҳкаҳа, Бунҷикат) — городище в Таджикистане, расположенное в межгорной Шахристанской впадине (Истаравшанской котловине) — ядре исторической области Уструшана — к северу от Туркестанского хребта, на правом берегу реки Шахристансай. Находится на холмах, прилегающих с запада к современному селу Шахристан, в 25 километрах к юго-западу от Истаравшана и в 102 километрах юго-западнее города Худжанда, на территории Шахристанского района Согдийской области.

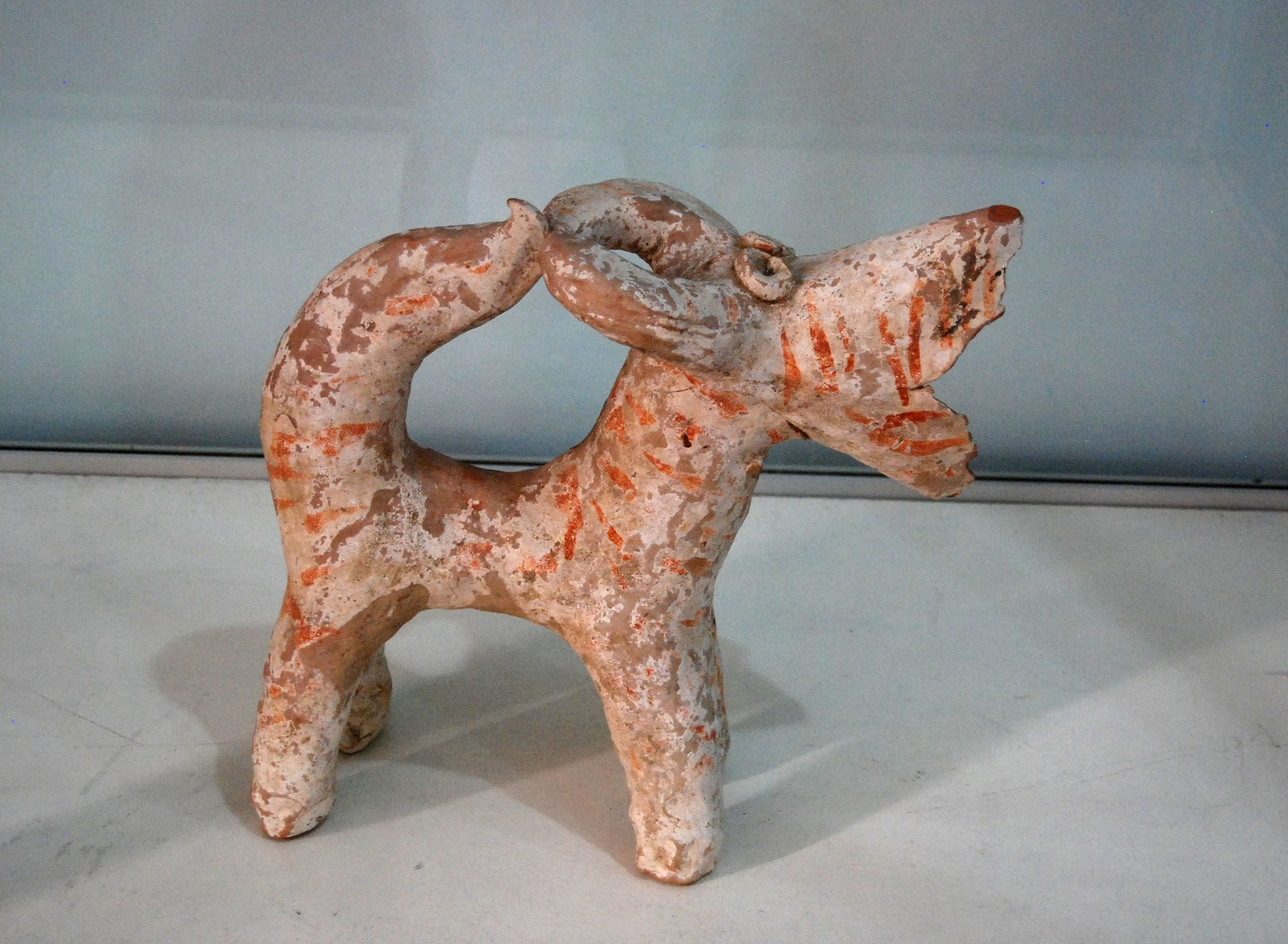
Фигурка, найденная на городище Калаи-Кахкаха. Национальный музей древностей Таджикистана

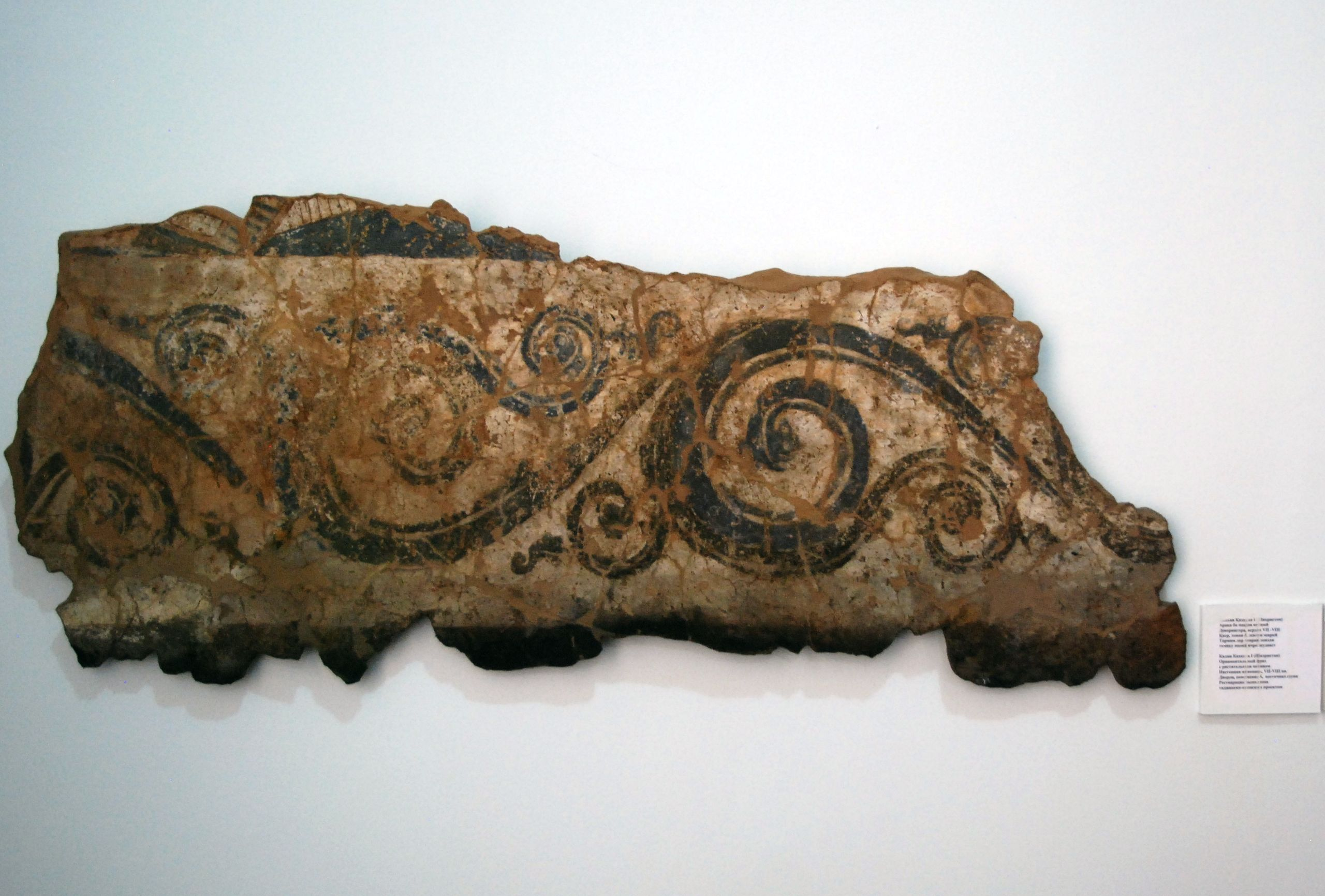
Фрагмент росписи, найденной на городище Калаи-Кахкаха. Национальный музей древностей Таджикистана

Городище Калаи-Кахкаха отождествляется с городом Бунджикат (тадж. Бунҷикат) — столицей княжества Уструшана в период Раннего Средневековья (V—IX вв.). Бунджикат располагался на берегах Шахристансая на территории современного посёлка Шахристан и прилегающих к нему с запада предгорных холмов. По данным письменных источников, город был комплексом замков (дворцов), объединённых в систему, окруженную оборонительной стеной с башнями. Город состоял из трех частей: кухендиза (цитадели с дворцом правителя), шахристана и рабада. Все три части имели свои оборонительные стены, а наружная стена окружала весь город, обеспечивая его оборону. Согласно аль-Истахри в Бунджикате жило около 10 тысяч жителей. Город был хорошо укреплён и благоустроен, имел систему водопровода и канализации. Вода подавалась через подземные кяризы, а затем по разветвлённой сети открытых и закрытых каналов в жилые районы. Точная локализация Бунджиката и последующие стационарные раскопки вызвали всплеск интереса к Уструшане и, как следствие, широкие археологические исследования по всей территории этой загадочной страны. Открытие уникальных росписей замка правителей Уструшаны, археологические находки вынудили учёных пересмотреть культурно-историческое значение Северного Таджикистана в древности.
И главный город Усрушаны называют на их языке Бунджикет. А названия районов такие: Арсианикет, Куркет, Газак, Вагкет, Сабат, Замин, Дизак, Нуджекет, Харакана. И место пребывания правителей — Бунджикет. В этом городе около 10 тысяч жителей. И постройки все из дерева и глины. Внутренний шахристан огорожен стеной, а у рабада ещё одна стена. И во внутреннем шахристане двое ворот. Одни называют Дарваза-йи Балайин, а другие — Дарваза-йи Шаристан. Во внутреннем шахристане находятся пятничная мечеть и кухендиз. В этом шахристане протекает большая река и на этой воде выстроена мельница, а по берегу реки посажены деревья. В шахристане есть базары. И в рабаде также.
И протяженность города — один фарсанг. И вода поступает по каналам к дворцам, павильонам, садам и полям. И у рабада четверо ворот. Одни Дарваза-йи Замин, другие — Дарваза-йи Мерсменда, и Дарваза-йи Нуджекет и Дарваза-йи Кехлабад.
Место древнего города Шахристан (Кахкаха) является уникальным археологическим памятником, где элементы строения городов IX—XII веков выражены очень четко. Кахкаха была политическим, экономическим и культурным центром Уструшаны. В 1999 году объект «Древний город Шахристан (Кахкаха)» внесён в лист кандидатов в список объектов всемирного наследия ЮНЕСКО.
Различают три городища Шахристана: Калаи-Кахкаха I, II и III. На севере находился шахристан с дворцом правителей («афшинов») — Калаи-Кахкаха I. В городище Калаи-Кахкаха I обнаружены остатки глиняных и сырцовых построек, городских стен, цитадели (дворец VI—IX вв.), найдены фрагменты росписей, деревянных резных потолков, фризов, рельефов, кариатид. От городища Калаи-Кахкаха I к северо-западу расположены руины караульно-казарменного здания Тирмизак-Тепе, к югу — остатки замка Калаи-Кахкаха II (VII — начало IX вв.). В Калаи-Кахкаха II раскрыты ансамбль каменных построек Чильдухтарон (IX—XII вв.): две мечети, мавзолеи, найдены фрагменты росписей, деревянной резьбы. Городища Калаи-Кахкаха I и Калаи-Кахкаха II разделены широким и глубоким рвом естественного происхождения. В западной части Шахристана — остатки крепостных стен X века — городище Калаи-Кахкаха III (IX—XII вв.). Городище Калаи-Кахкаха III представляло собой рабад (предместье).
Рядом с жилыми домами на территории шахристана найдено капище. После арабского завоевания Средней Азии капище стало мечетью. Территория города была разделена стеной на две части. В западной находился оборонительный комплекс. Он состоял из казарм, бараков и колодца. Там же находилась сардоба (бассейн для воды). В город вели двое ворот. Основные находились на севере, вторые — на западе. В восточной (самой высокой) части города находился дворец Бунджикат. Размеры дворца составляли 38×47 метров. Дворец возвышался над руслом реки на 57 метров и был построен из сырцового кирпича. Саманные стены были оштукатурены. Во дворце было около 20 помещений, в том числе главный трёхэтажный зал (17,65×11,77 м) с тронной лоджией, небольшой зал (9,65×9,5 м) для собраний, донжон, несколько жилых и хозяйственных помещений и большая система широких и длинных коридоров. Во дворце были храм и арсенал. Было найдено 5000 каменных шаров по 32—48 кг и каменные шары для пращи. Дворец был окружен оборонительной стеной, в западной стене дворца были ворота. В залах, комнатах и коридорах имелись софы (прямоугольные помосты, на которых велись беседы), тамбуры с деревянными экранами, которые в сочетании с росписью стен, резьбой колонн, фризов и потолков придавали изысканный вид интерьеру помещения. Зал дворца многоколонный, с широким входом; он был украшен резьбой и красивым резным деревянным тимпаном. Тимпан располагался перед тронной лоджией у северной стены. Планировка зала напоминает базилики Древнего Рима. Стены коридора, ведущего в зал, украшены уникальными росписями, изображающими волчицу, кормящей детей — персонажей древнеримского мифа о Ромуле и Реме, эпизоды борьбы фантастических сил добра и зла (воины, сражающиеся с демонами), батальные сцены, передающие ещё неизвестные науке события из жизни Уструшаны.
Городище Калаи-Кахкаха — самый изученный памятник на территории Уструшаны. В экспозиции Национального музея древностей Таджикистана в Душанбе находится тимпан — большое деревянное полуовальное панно входной двери тронного зала дворца правителей («афшинов») в городище Калаи-Кахкаха I, которое демонстрирует великолепное искусство художника-резчика (VIII—IX вв.). Миниатюрные изображения фигур, одежды воинов, конская сбруя – точны и реалистичны. В его композициях воплощен основной сюжет древнеиранского героического эпоса «борьба сил добра с силами зла». Этот сюжет в X веке использовал Фирдоуси в  знаменитой поэме «Шахнаме». В городище Калаи-Кахкаха обнаружены более 200 обуглившихся фрагментов резного дерева. Найдены клады со средневековыми художественными изделиями из металла.
В 1955—1958 и 1960—1961 годах проводились раскопки советскими археологами Северотаджикской археологической комплексной экспедиции (СТАКЭ).
В 2,5 км к югу от Шахристана — руины двух замков: Чильхуджра (V—VIII вв.) и Уртакурган (IX—XII вв.) с фрагментами росписей, деревянной резьбы.

## Галерея

Руины
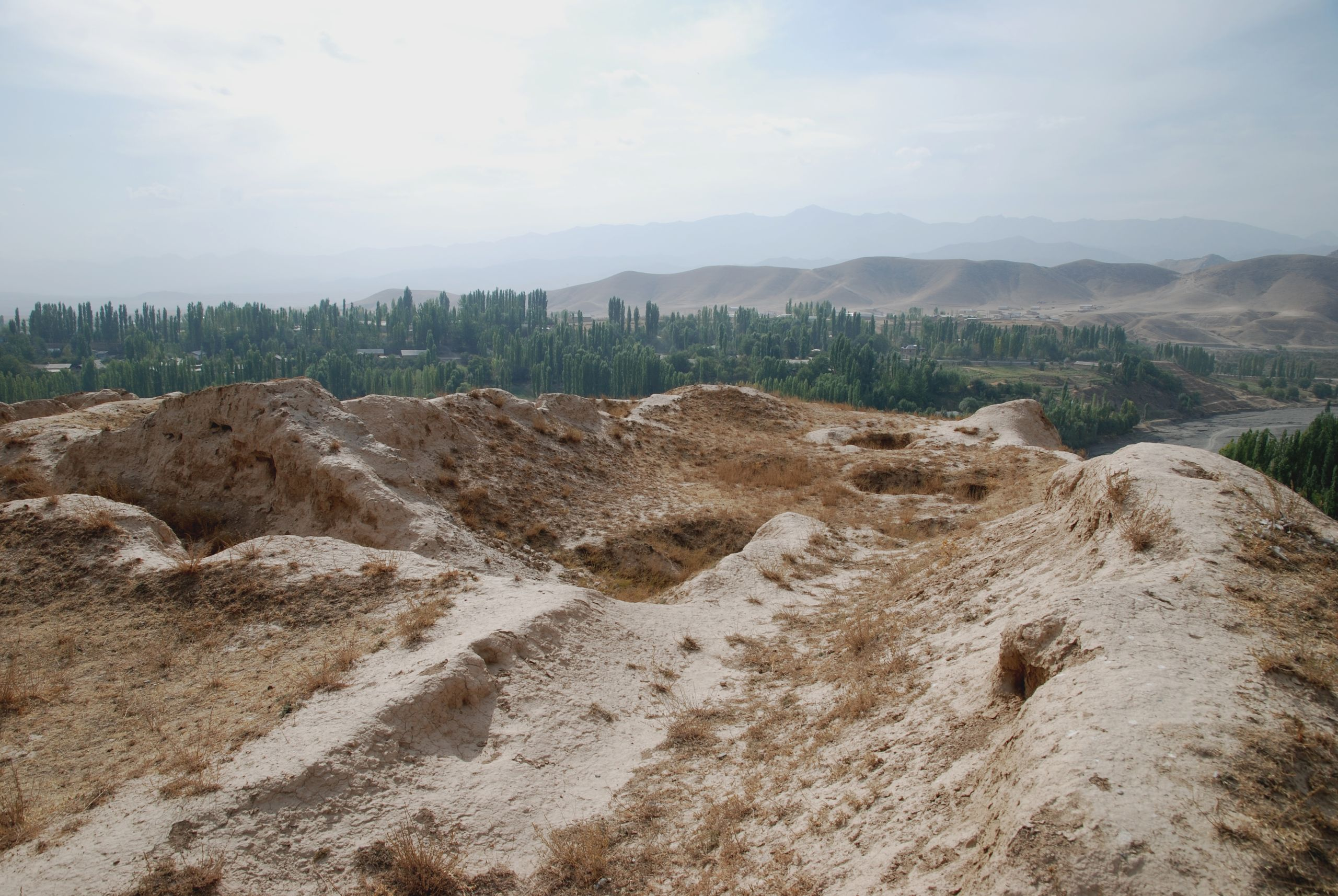
Калаи-Кахкаха 1
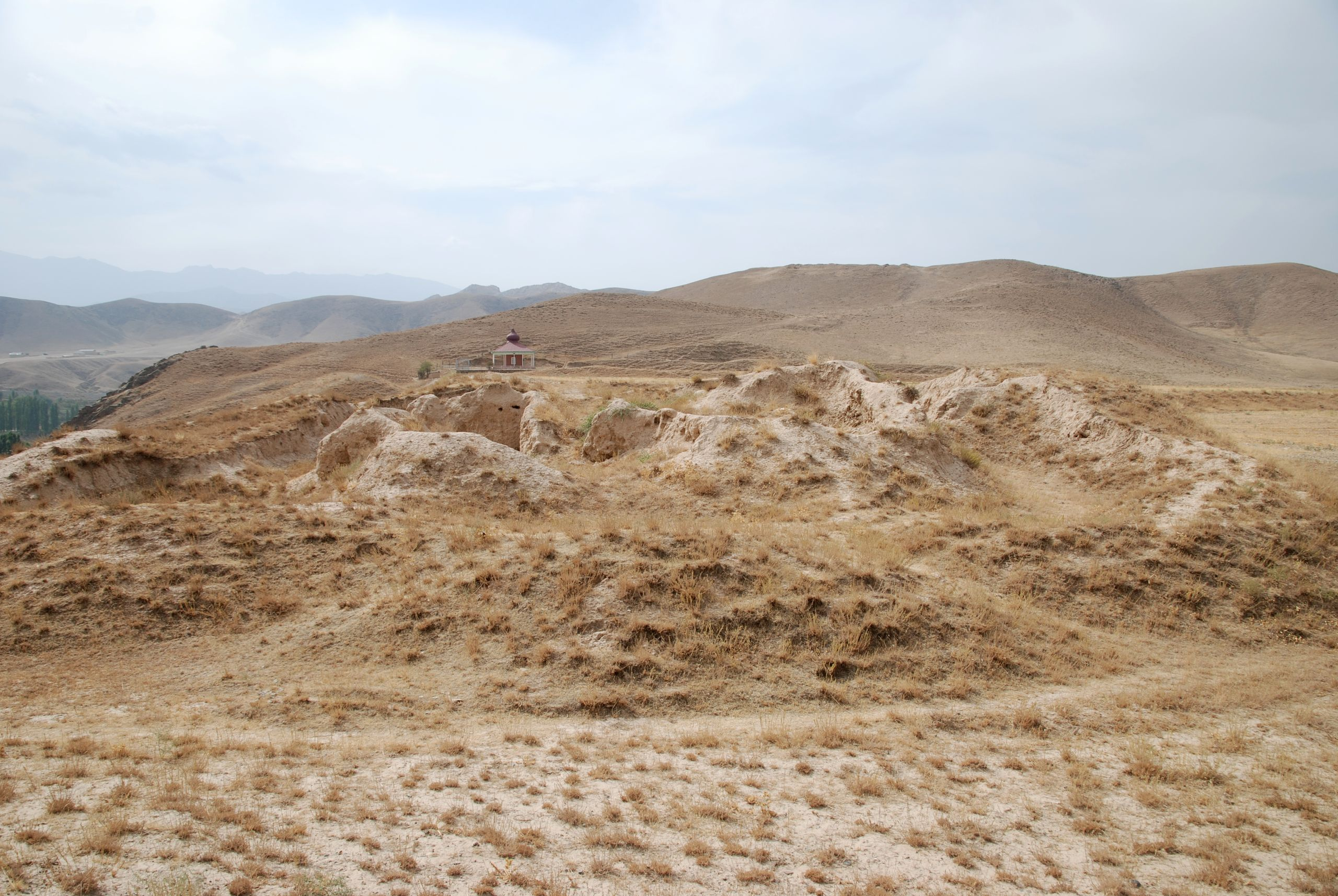
Калаи-Кахкаха 2

Произведения искусства
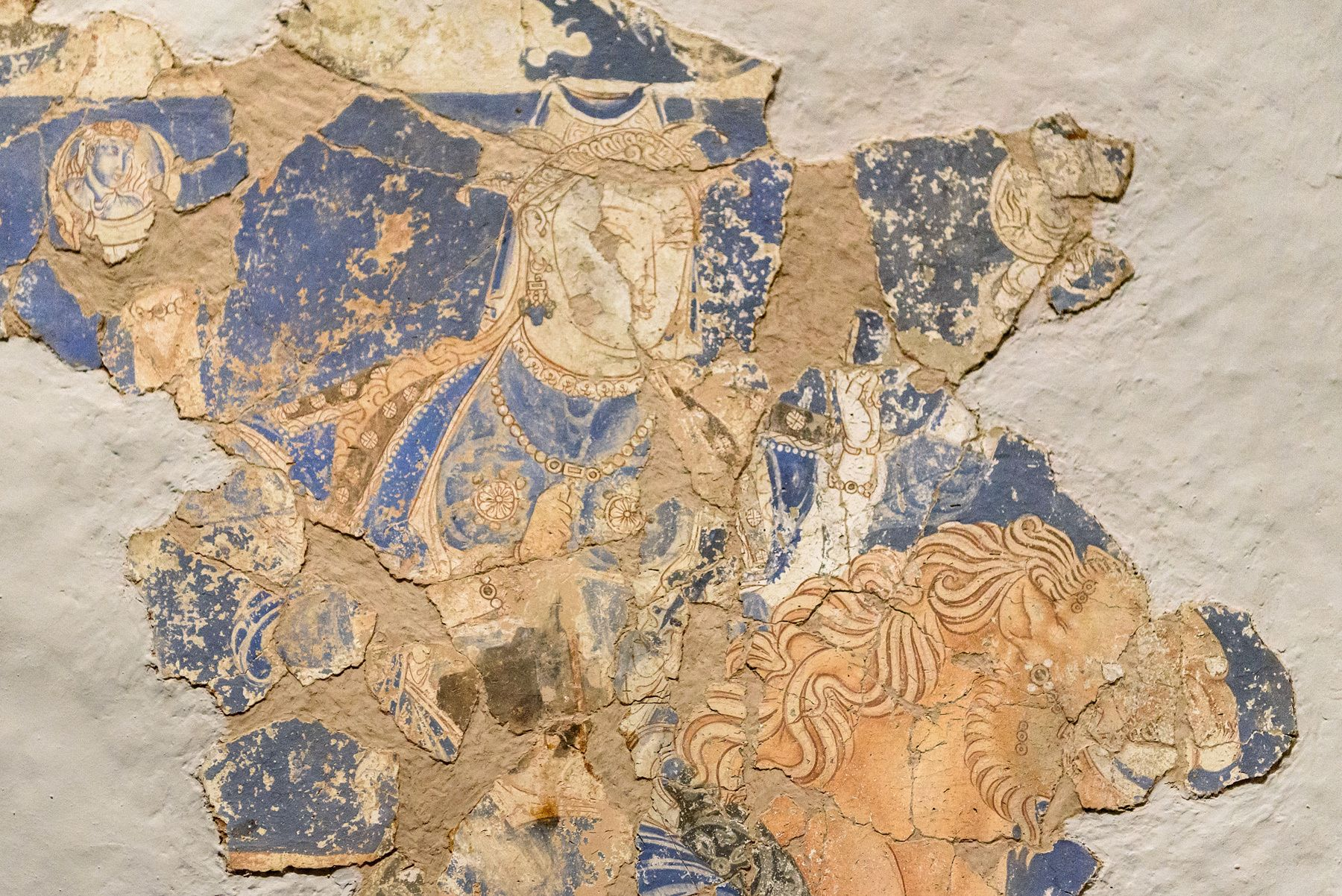
Настенная роспись Бунджиката с изображением богини Наны, VIII-IX века
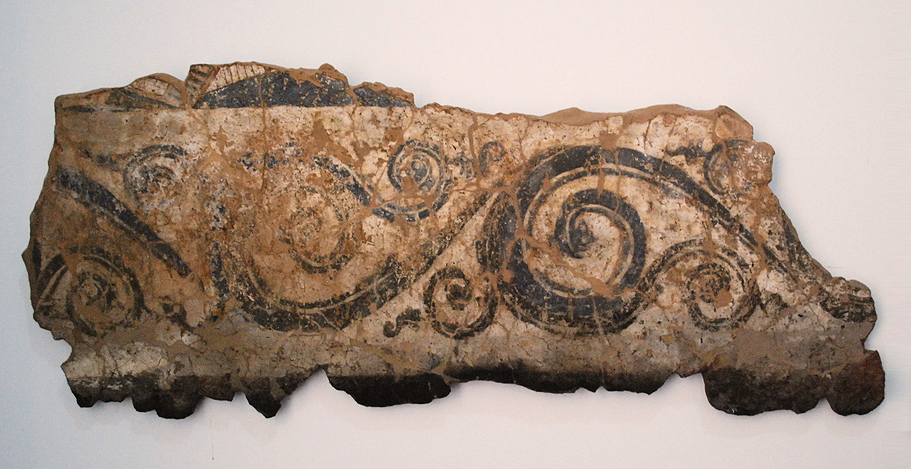
Украшение со стоянки Кала-и Кахкаха (Шахристан), VII-VIII вв. н. э., Национальный музей древностей Таджикистана
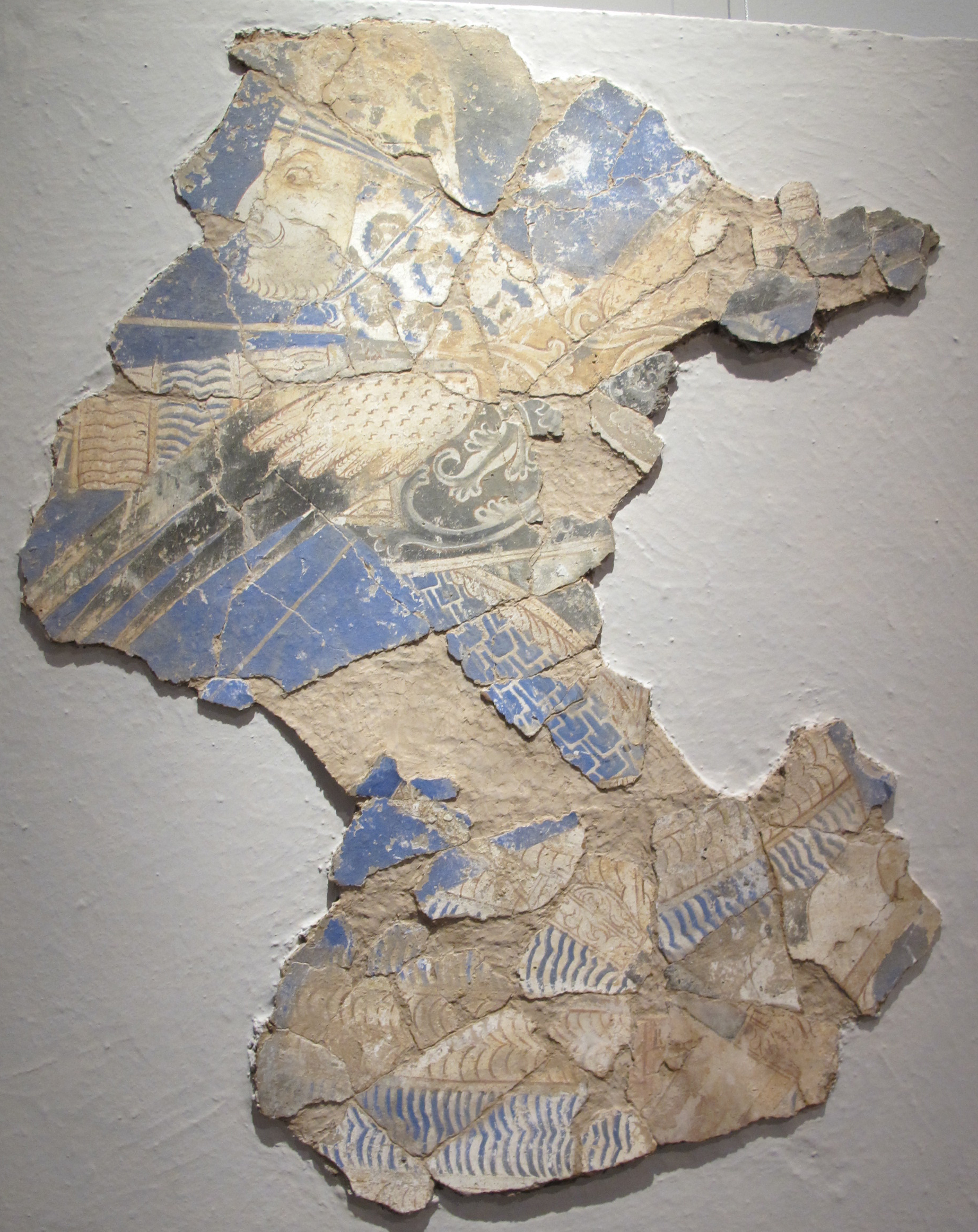
Демон-воин, Калаи Кахкаха, начало IX века н. э. Эрмитаж
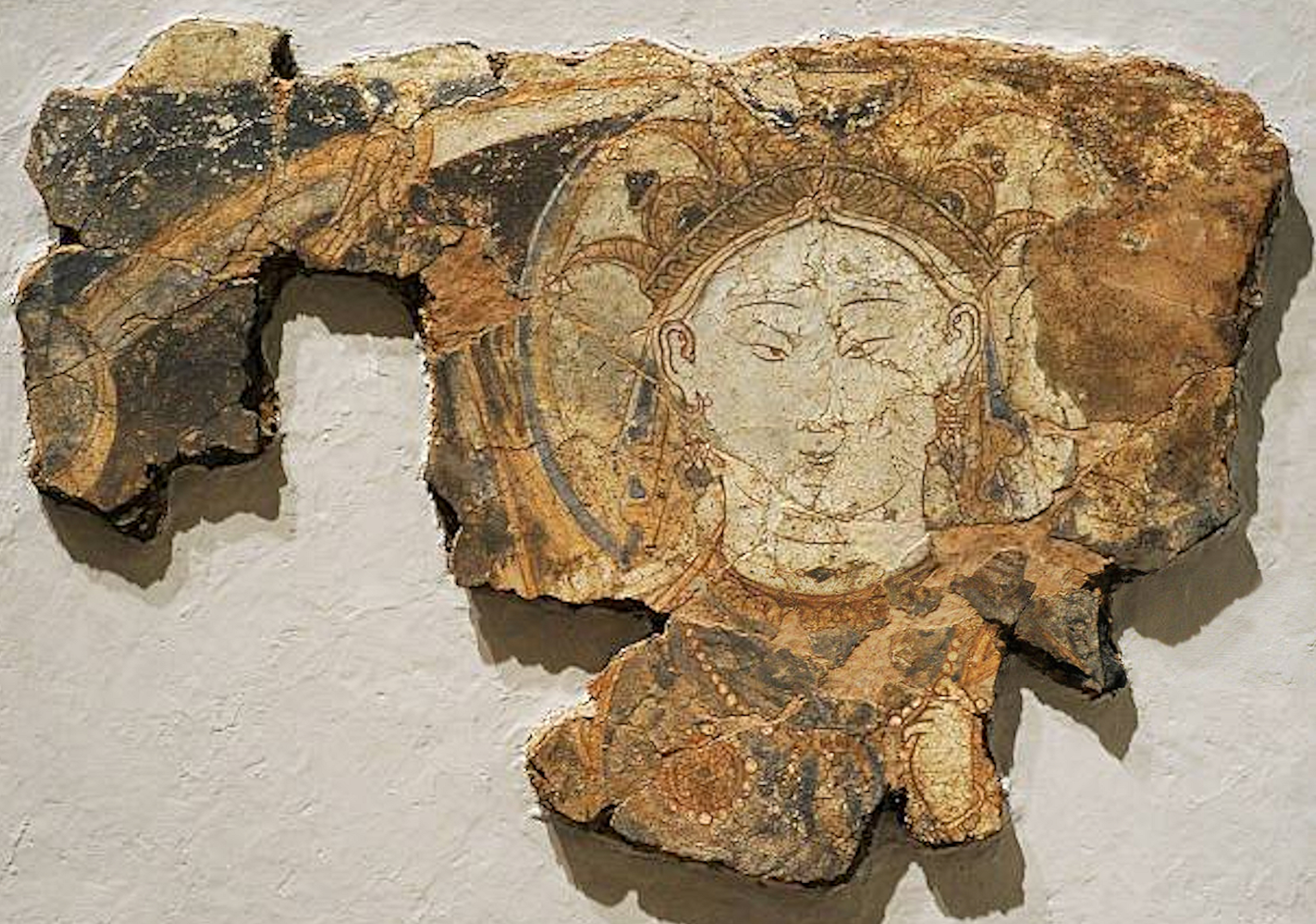
Божество, Калаи Хакаха I, начало IX века н. э., Эрмитаж
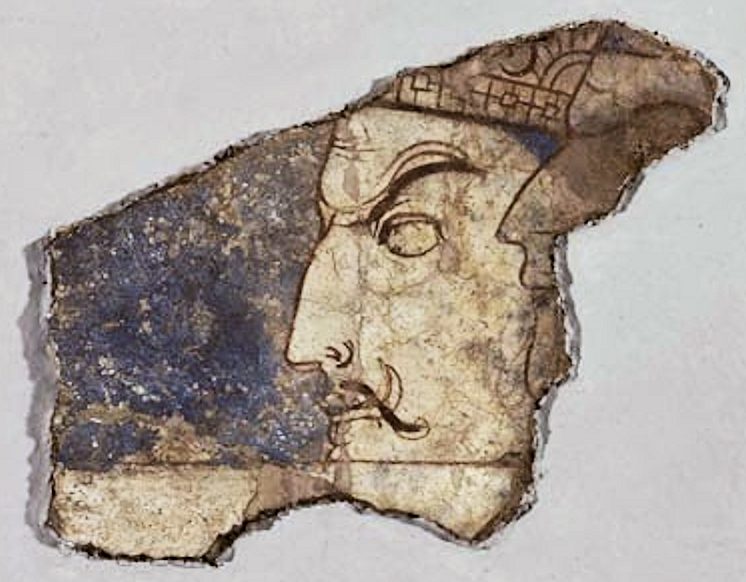
Головы демонов, дворец Кала-и Кахкаха I, Бунджикат, Уструшана, VIII-IX века н. э.
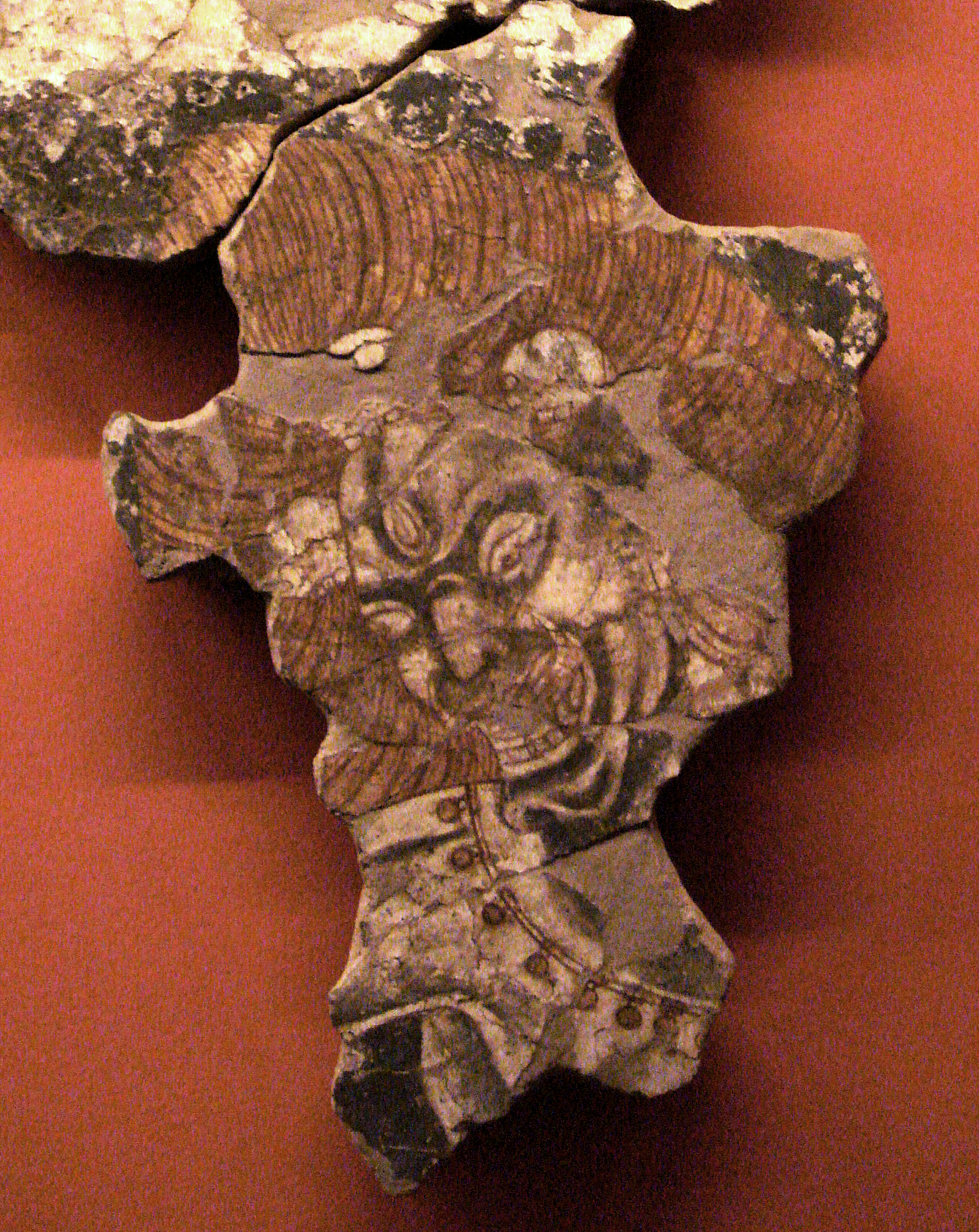
Демон с тремя глазами и черепами в волосах. Кала-и Кахкаха I, Бунджикат, VIII-IX века, Национальный музей древностей Таджикистана, RTL 253
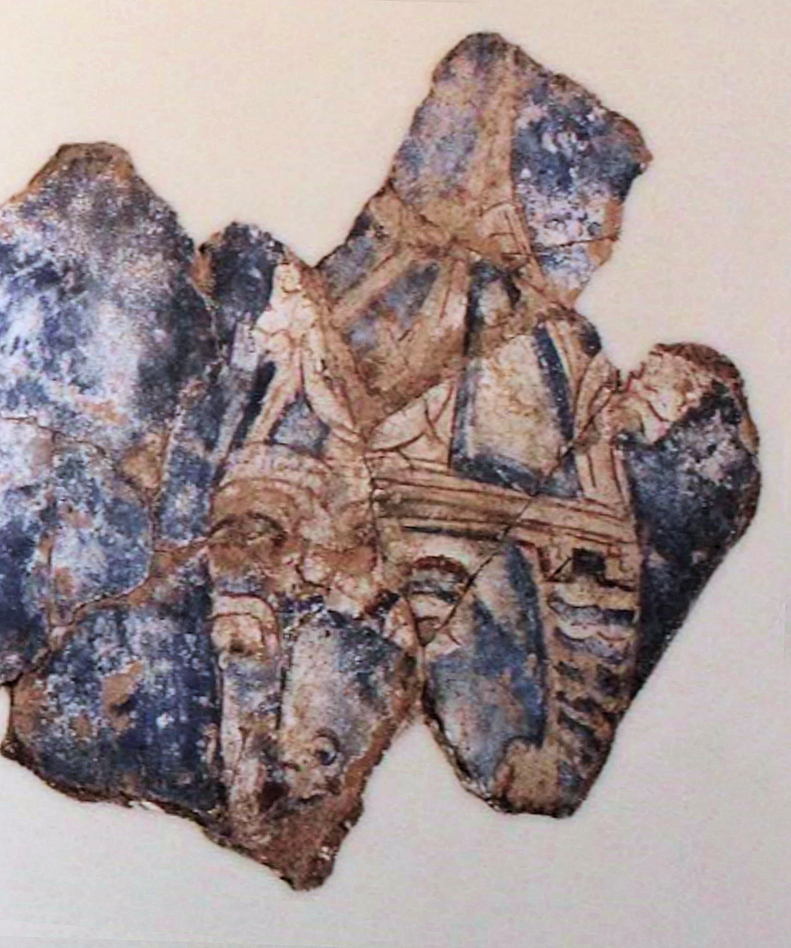
Бунджикат, фигура в остроконечном шлеме с полумесяцем
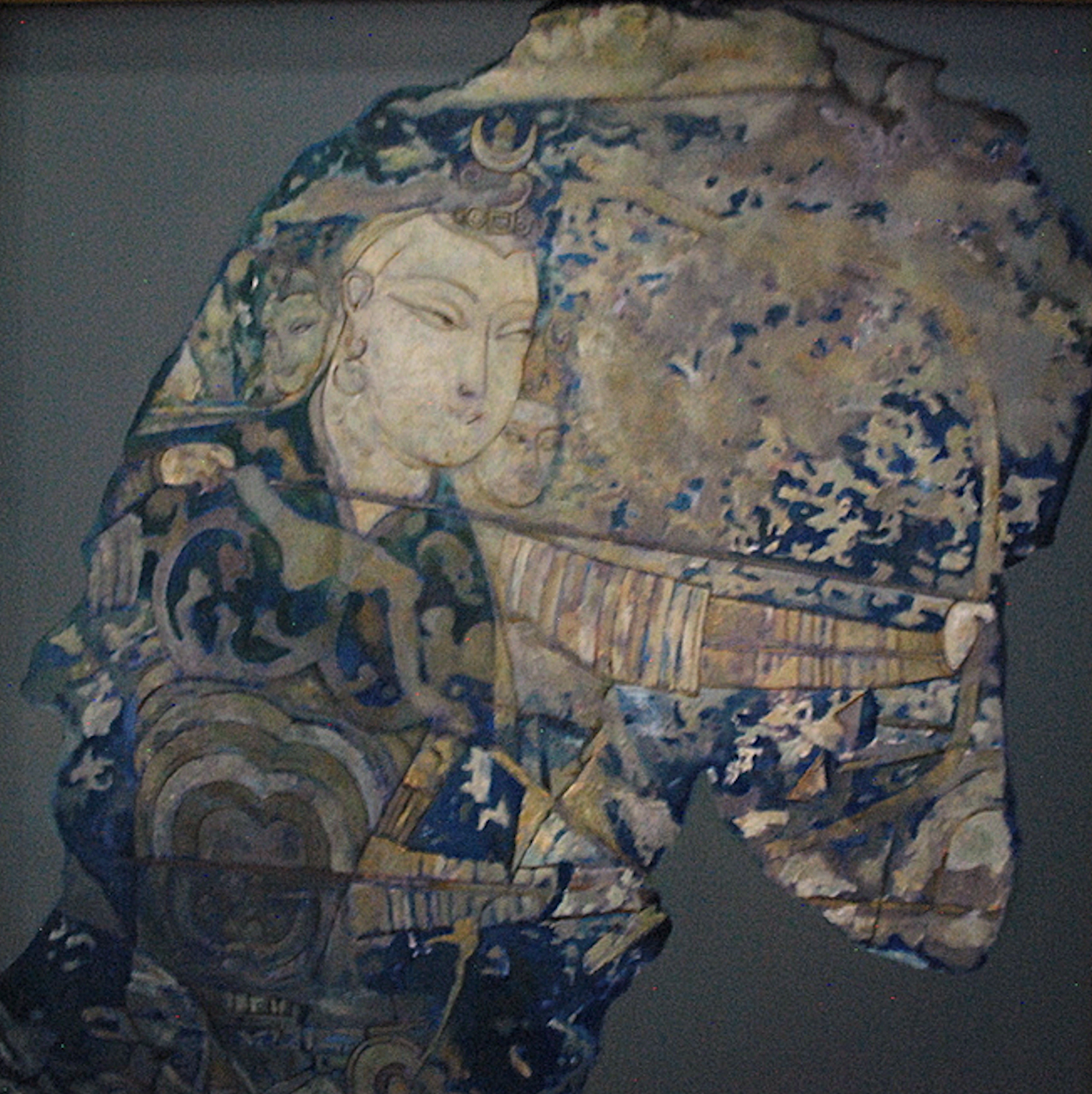
Боевая фигура с луком и копьем